# 300-й учебный танковый полк
300-й учебный танковый полк (укр. 300-й навчальний танковий полк) — учебный полк Сухопутных войск Вооружённых сил Украины (В/Ч А1414). Входит в состав 169-го учебного центра Сухопутных войск Вооружённых сил Украины.

## История
Создан постановлением Государственного комитета обороны СССР от 8 декабря 1942 года как 1113-й отдельный самоходный дивизион сопровождения пехоты. В годы Великой Отечественной войны дивизион стал гвардейским, был награждён орденом Александра Невского и получил почётное название «Сандомирский». 15 апреля 1947 года часть переформирована в 272-й отдельный гвардейский танково-самоходный Сандомирский ордена Александра Невского батальон, который в 1955 году стал полком. С 18 ноября 2015 года, после общевойсковой реформы по изъятию почётных названий и знаков отличия советского периода, подразделение носит название 300-го учебного танкового полка.

## Символика
Нарукавная эмблема полка представляет собой щит, разделённый крестом на четыре поля. Щит нарукавной эмблемы полка чёрного цвета указывает на принадлежность к танковым войскам. В центре щита изображена голова волка анфас на фоне скрещённых мечей остриями вверх золотого (жёлтого) цвета. Голова волка выполнена серебряным (белым), красным и чёрным цветами. Ниже размещено изображение танка зелёного цвета. Голова волка, мечи и танк указывают на основную задачу части — обучение будущих танкистов Вооружённых сил Украины.
Голова волка использовалась на неофициальной нарукавной эмблеме полка. Как и в случае с 354-м учебным механизированным полком, наличие гвардейского наименования и государственной награды отражают соответствующие ленты в верхней части щита. Почётное название «Сандомирский» надписано на синей ленте.